# Cammie King
Pour les articles homonymes, voir King.
Eleanore Cammack "Cammie" King, née le 5 aout 1934 à Los Angeles et morte le 1er septembre 2010 à Fort Bragg (Californie), est une actrice enfant américaine. Sa carrière n'a duré que 4 ans mais elle a joué dans deux films majeurs de l'époque, Autant en emporte le vent, dans lequel elle interprète Bonnie Blue Blue Butler, et Bambi, dans lequel elle prête sa voix à Féline jeune.

## Biographie
Elle est la filleule de Herbert Kalmus, coinventeur du procédé Technicolor, et président et directeur général de la Technicolor Motion Picture Corporation, dont elle devient la belle-fille en 1949 quand il épouse sa mère Eleanore King.
Elle se marie deux fois et adopte un enfant.
En 2009, elle publie un livre personnel, Bonnie Blue Butler: A Gone With the Wind Memoir qu'elle vend directement à ses fans et par internet. Elle meurt d'un cancer du poumon à l'âge de 76 ans, le 1er septembre 2010 à Fort Bragg (Californie).

## Filmographie
- 1939 : Autant en emporte le vent (Gone with the wind), Bonnie Butler
- 1939 : Ma femme et mon patron (en) (Blondie meets the Boss), Millie (non créditée)
- 1942 : Bambi — Féline jeune (non créditée)